# Friedrich Baumgärtel
Friedrich Baumgärtel (24 de Março de 1923 - 28 de Fevereiro de 1988) foi um oficial da Kriegsmarine que atuou durante a Segunda Guerra Mundial. Teve em seu comando na parte final da guerra os U-18 e U-142, sendo que não realizou nenhuma patrulha de guerra com estes. Baumgärtel faleceu no dia 28 de Fevereiro de 1988 aos 68 anos de idade.

## Carreira

### Patentes
| 1 Jan 1943 | Leutnant zur See     |
| 1 Oct 1944 | Oberleutnant zur See |

### Condecorações
| 1942 | Badge de Guerra dos U-Boots 1939 |
| 1944 | Cruz de Ferro 2ª Classe          |